# Hatzohar
Hatzohar (Ebraico: הצה"ר) è stata un'organizzazione revisionista sionista e un partito politico attivo nella Palestina mandataria e nel neo-costituito Stato d'Israele.

## Nome
Come per numerose organizzazioni ebraiche, Hatzohar è un acronimo, derivante da HaTZionim HaRevizionistim (in ebraico: הציונים הרוויזיוניסטים), traducibile come I Sionisti Revisionisti. Il suo nome per intero era Brit HaTzionim HaRevizionistim (in ebraico: ברית הציונים הרוויזיוניסטים), Unione dei Sionisti Revisionisti. L'acronimo creava anche una parola che alla lettera significa L'Opportunità.

## Genesi
Hatzohar fu fondato da Vladimir Žabotinskij (in ebraico: Ze'ev Jabotinskij) nel 1923, assieme alla sua ala giovanile, il Betar. Il nome dei Sionisti Revisionisti derivava dalla domanda di alcuni sionisti di rivedere la politica di moderazione espressa da Chaim Weizmann nei confronti del governo mandatario britannico in Palestina. I componenti dell'organizzazione erano, fra le altre cose, strumentali per la creazione del Żydowski Związek Wojskowy, una delle due organizzazioni ebraiche che organizzarono l'insurrezione del Ghetto di Varsavia.
Al tempo della Dichiarazione d'indipendenza d'Israele nel 1948, era la più consistente organizzazione di destra del Paese. Tuttavia la fondazione dell'Herut da parte di Menachem Begin in quello stesso anno le inflisse un colpo mortale. Sebbene molti "puristi" dichiarassero che Begin aveva abbandonato la linea politica e ideologica di Jabotinskij e si rifiutassero di abbandonare il partito, nelle prime elezioni legislative israeliane del 1949, Hatzohar guadagnò meno dell'1% del voto, non riuscendo ad entrare nella Knesset. Per contro l'Herut ottenne l'11.5% del voto e 14 seggi. Il fallimento elettorale del partito causò il suo scioglimento di fatto di lì a poco.